# Новіни (Влощовський повіт)
Новіни (пол. Nowiny) — село в Польщі, у гміні Ключевсько Влощовського повіту Свентокшиського воєводства.
Населення — 58 осіб (2011).
У 1975—1998 роках село належало до Пйотрковського воєводства.

## Демографія
Демографічна структура на день 31 березня 2011 року:
|          | Загалом | Допрацездатний вік | Працездатний вік | Постпрацездатний вік |
| -------- | ------- | ------------------ | ---------------- | -------------------- |
| Чоловіки | 29      | 4                  | 20               | 5                    |
| Жінки    | 29      | 5                  | 15               | 9                    |
| Разом    | 58      | 9                  | 35               | 14                   |